# XRace

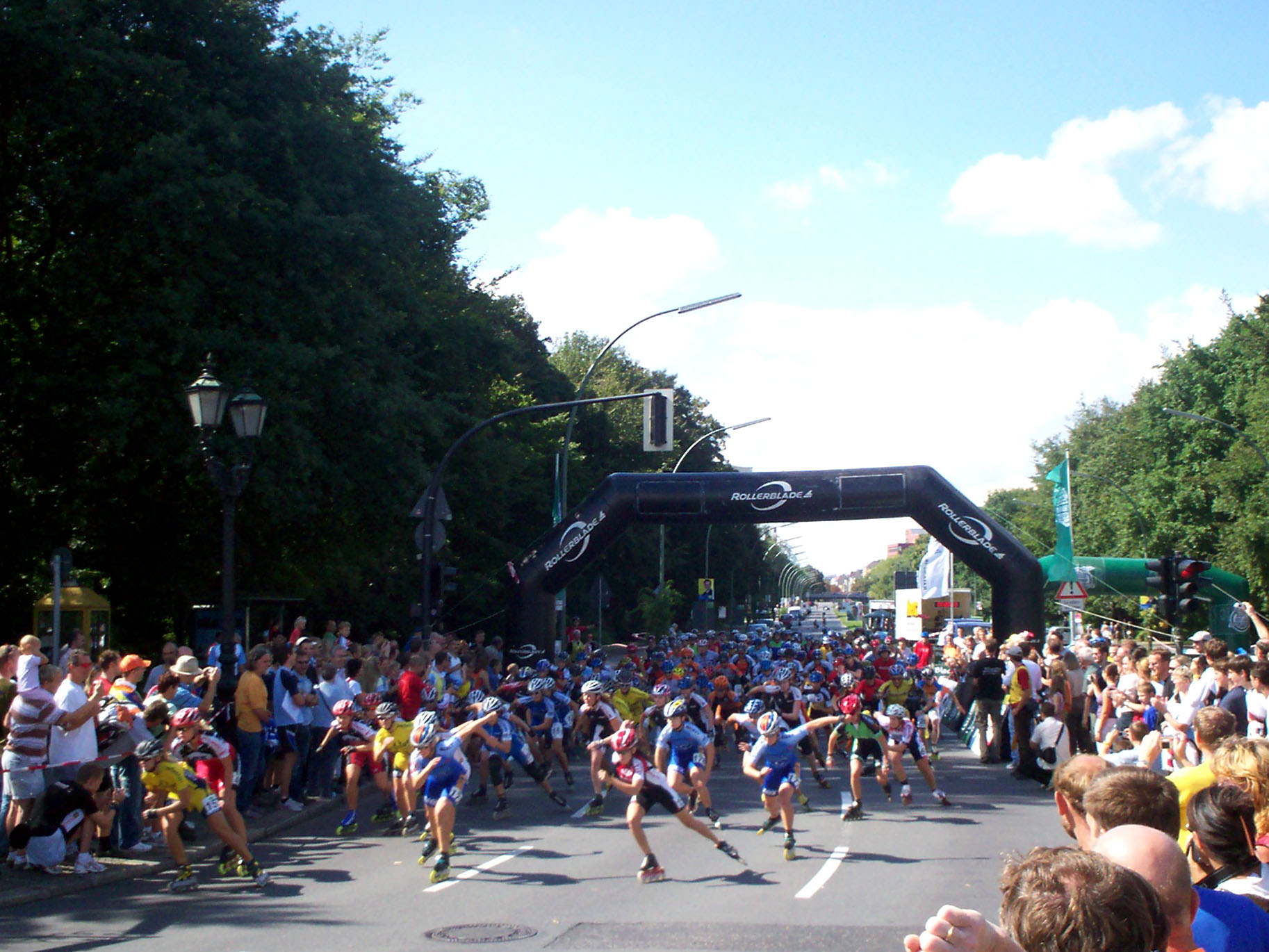
Start 2006 an der Altonaer Straße

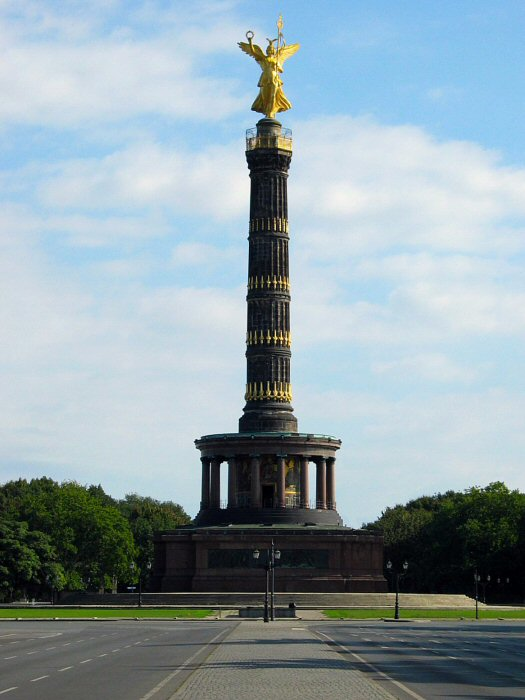
Siegessäule

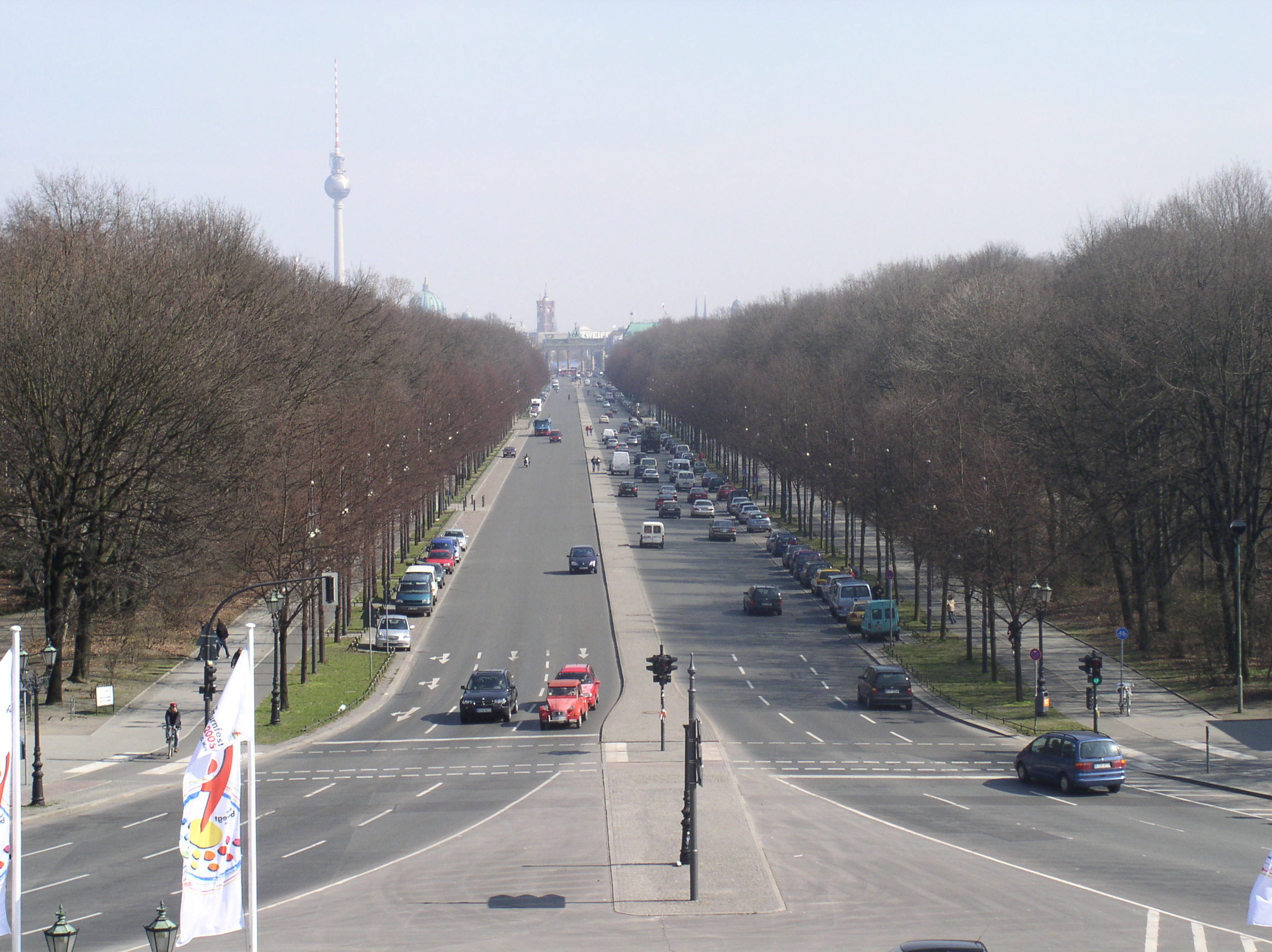
Straße des 17. Juni

Das XRace ist Berlins einziges Just-Inline-Rennen, das auf öffentlichen Straßen ausgetragen wird. Es wird vom SC Charlottenburg (SCC) veranstaltet. Die Organisation wird vom SCC XSpeed Team Berlin, der Inlineskating-Abteilung des SCC, durchgeführt.
Die Strecke ist ein etwas mehr als vier Kilometer langer Rundkurs auf der Straße des 17. Juni (Großer Stern). Der Start erfolgte bis 2009 in der Altonaer Straße, seitdem direkt auf der Strecke wenige Meter östlich der Siegessäule. Die Straße ist flach, breit und überwiegend gut asphaltiert. Bis auf die beiden Spitzkehren an der Klopstockstraße (westlich) und vor der Yitzhak-Rabin-Straße (östlich) hat die Strecke keinen besonderen Schwierigkeitsgrad und ist daher sehr schnell. Im Angebot sind neben Wettkämpfen über die Halbmarathondistanz separate Läufe für den Breitensport und Nachwuchsläufe für die Schüler- und Jugend-Altersklassen (Kids-Cup).
2002 wurde das XRace erstmals ausgetragen und war Wertungslauf über die Marathondistanz der im selben Jahr geschaffenen Jever-Blade-Challenge. Nach dem Hauptlauf gingen die Breitensportler in einem separaten Rennen auf die Strecke.
2003 liefen die Männer die Marathondistanz und die Frauen eigentlich die Halbmarathondistanz. Durch einen Fehler der Streckenposten wurden die Frauen eine Runde zu früh in die Zielgerade geleitet.
2004 fanden hier die deutschen Meisterschaften über die Halbmarathondistanz statt. Am Vorabend wurde anlässlich der Aktion Eine Million Lichterstadt Berlin versucht, ebendiese Anzahl Kerzen als Symbol für Not leidende Kinder in der Welt anzuzünden. Das auf den Boden getropfte Wachs konnte nur bedingt entfernt werden und machte die Straße trotz idealen Wetterbedingungen stellenweise sehr rutschig.
2005 kam es beim Zielsprint der Frauen zu einer Verkettung von Ereignissen die beim Zielsprint einige Stürze nach sich zog (siehe unten). Ab 2006 laufen die Frauen in einem eigenen Rennen auf der Strecke.
2007 wurde das XRace durch den Weltcup-B-Status aufgewertet und einige  internationale Top-Skater kamen nach Berlin. Im Nachhinein stellte man fest, dass die Streckenführung fehlerhaft war. Die östliche Spitzkehre wurde an der falschen Stelle eingerichtet und verkürzte den Halbmarathon auf 19,5 km.
2008 wurde das XRace zusätzlich zum Weltcup-Status Teil des neu geschaffenen German-Inline-Cup.
Seit 2016 wird das XRace wieder ausgetragen. Der Austragungsort ist seit 2016 der Spreewaldring in Waldow.

## Siegerliste und Teilnehmerzahlen Inlineskaten

### Veranstaltungsrekorde
Halbmarathon
- Frauen: 37:34, Claudia Maria Henneken (GER), 2016
- Männer: 31:00, Bart Swings (BEL), 2012

### Siegerliste
| Jahr              | Siegerin                     | Zeit     | Sieger                     | Zeit     | Teilnehmer |
| ----------------- | ---------------------------- | -------- | -------------------------- | -------- | ---------- |
| 4. August 2019    | Katja Ulbrich -2-            | 38:03    | Ewen Fernandez (FRA)       | 31:23    | 203        |
| 19. August 2018   | Michelle Uhrig (GER)         | 40:27    | Alexander Bastidas -3-     | 33:11    | 183        |
| 5. August 2017    | Aniela Dymiszkiewicz (POL)   | 42:20    | Alexander Bastidas -2-     | 34:44    | 186        |
| 31. Juli 2016     | Claudia Maria Henneken (GER) | 37:34    | Pawel Ciezki (Pol)         | 32:49    | 237        |
| 25. August 2013   | Katja Ulbrich (GER)          | 37:50    | Yann Guyader -2-           | 32:53    | 436        |
| 19. August 2012   | Sabine Berg -3-              | 38:23    | Bart Swings (BEL)          | 31:00    | 403        |
| 21. August 2011   | Sabine Berg -2-              | 38:17    | Felix Rijhnen (GER)        | 31:46    | 443        |
| 22. August 2010   | Sabine Berg (GER)            | 38:02    | Yann Guyader (FRA)         | 31:50    | 456        |
| 30. August 2009   | Cecilia Baena (COL)          | 38:45    | Martin Thaler (AUT)        | 32:08    | 448        |
| 24. August 2008   | Hilde Goovaerts (BEL)        | 44:13,27 | Alexander Bastidas (VEN)   | 37:18,23 | 323        |
| 19. August 2007   | Sandra Gómez (ESP)           | 34:53,52 | Martin Matyk (GER)         | 29:44,54 | 517        |
| 20. August 2006   | Jana Gegner (GER)            | 39:04,83 | Juan Nayib Tobon (COL)     | 32:21,19 | 505        |
| 21. August 2005   | Friederike Gehring -3-       | 39:34,11 | Diego Rosero (COL)         | 33:16,08 | 455        |
| 22. August 2004   | Friederike Gehring -2-       | 39:56,87 | Daniel Zschätzsch (GER)    | 34:17,14 | 557        |
| 24. August 2003   | Angèle Vaudan (FRA)          | 29:36    | Wouter Hebbrecht (BEL)     | 1:06:47  | 522        |
| 1. September 2002 | Friederike Gehring (GER)     | 1:21:56  | Christoph Zschätzsch (GER) | 1:12:22  | 219        |

## Trivia
- 2005: Die Spitze der Frauen traf kurz vor und im Ziel auf die Nachzügler der Männer. Bedingt durch den Geschwindigkeitsunterschied und die auf der ganzen Breite verstreuten Skater, liefen sie ohne einen Ausweg zu haben, auf. Hinzu kam, dass am Straßenrand Fahrzeuge abgestellt waren, die hinter dem Ziel den Auslauf noch verschmälerten. Der Schiedsrichter (Motorrad), der an der Spitze der Frauen fuhr, um dafür Sorge zu tragen, dass neben der Einhaltung der Wettkampfordnung die Eingeholten Platz machten, war in diesem Augenblick nicht zur Stelle. Der Großteil der Nachzügler bemerkte das herannahende Frauenfeld nicht oder zu spät und es kam zu diversen Stürzen im Ziel.
- 2007: Der Start in der Altonaer Straße wurde nach hinten verlegt, um das Ziel an der Siegessäule (Auf dem Rundkurs) einrichten zu können. Die freigewordene Straße brachte die Zuschauer näher an das Geschehen des Wettkampfes heran. Die im Kreisverkehr angelegte Ziellinie, obwohl sie rechtwinklig zur Rennstrecke verläuft, vermittelt den Eindruck links näher zu sein als rechts und stößt nicht bei jedem Skater auf Zustimmung.
- 2010: Start und Ziel wurden auf die nördliche Seite der Straße des 17. Juni wenige Meter östlich des Kreisverkehrs verlegt. Der Start- und Zielbereich befand sich auf der Nordseite des Kreisverkehrs sowie zwischen der nördlichen und südlichen Strecke.